# Ankuhn

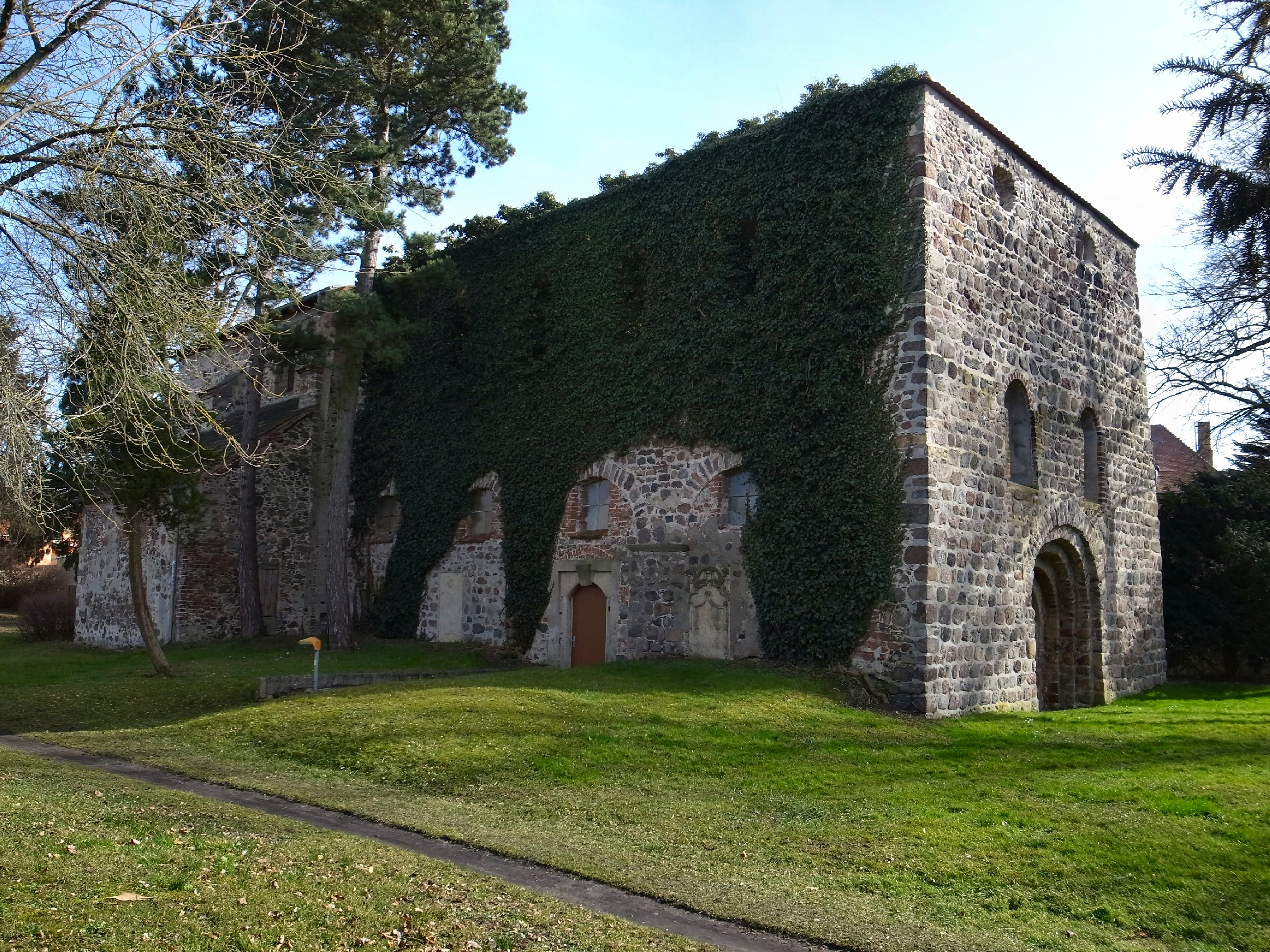
Evangelische Kirche St. Marien im Ankuhn

Ankuhn ist eine ehemalige Stadt in Sachsen-Anhalt. Sie ist seit 1849 ein Teil von Zerbst/Anhalt.

## Geschichte
Ankuhn war eine außerhalb der Stadtmauern gelegene Vorstadt im Norden Zerbsts. Die Kirche St. Marien muss nach einer Urkunde des Balduin von Brandenburg schon vor dem Jahr 1214 bestanden haben und wurde 1709 neu ausgebaut. Eigene Stadtrechte hatte Ankuhn seit 1435. Sie wurde 1849 nach Zerbst/Anhalt eingemeindet. Bei einem Luftangriff am 16. April 1945 auf Zerbst wurde die Kirche St. Marien bis auf die Umfassungsmauern zerstört. Nur der Chor erhielt in der Folge ein Notdach. Er wurde 1991 durch eine Glas-Stahl-Wand vom Kirchenschiff getrennt und wird seitdem wieder zu Gottesdiensten genutzt.